# بنبان بحري
قرية بنبان بحري هي إحدى القرى التابعة لمركز دراو في محافظة أسوان في جمهورية مصر العربية.